# Само собой
«Само собой» — второй альбом российской группы «Полюса». Он был записан в Санкт-Петербурге на студии ArtLC в 2005 году.

## Список композиций
Слова и музыка всех песен — Илья Разин.
| №   | Название             | Длительность |
| --- | -------------------- | ------------ |
| 1.  | «Холодное лето»      | 3:25         |
| 2.  | «Сугробы-губы»       | 3:30         |
| 3.  | «Когда кончится всё» | 4:10         |
| 4.  | «Огнегривый закат»   | 2:56         |
| 5.  | «На беду»            | 3:46         |
| 6.  | «36 и 6»             | 2:08         |
| 7.  | «Ёкнуло сердце»      | 2:31         |
| 8.  | «В зеркалах печали»  | 2:56         |
| 9.  | «Не мила»            | 2:17         |
| 10. | «Мы скакали»         | 2:27         |
| 11. | «Машинистка»         | 3:27         |
| 12. | «Само собой»         | 3:19         |
| 13. | «Шаткая лошадка»     | 2:04         |

## Участники записи
- Илья Разин — вокал, гитара, тексты, музыка
- Денис Дулицкий — бэк-вокал, клавишные, гитара, балалайка, бас, сведение
- Игорь Беленко — барабаны
- Дмитрий Кунин — бас-гитара
- Егор Мажуга — флейта
- Виктор Домбровский — сведение

## Рецензии
Альбом вполне минималистский — тем очевиднее глубина и ясность изложения. Здесь явно избегали ненужного — с той же целью оставить место чистоте: звуков, слов и помыслов. Об этом же, собственно, поется: все, что сделано — с душой, больше ничего. Что ж, другого не надо. Пластинка, кстати, позиционируется как limited edition и не продается в музыкальных магазинах. Её даже вложили в картонный конверт — опять же, видимо, из эстетских соображений, так как дизайн соответствует.
 — пишет журнал Русский Лондон 